# Northrop F-5
Нортроп Ф-5 «Фридом Файтер»/«Тайгер» II (англ. Northrop F-5 Freedom Fighter/Tiger II) — американский лёгкий многоцелевой истребитель 1970-х годов производства компании «Northrop Corporation».
Модифицированная версия самолёта производилась по лицензии канадской компанией «Canadair» под обозначением «CF-116».

## История
Разработан в начале 1960-х годов, на основе созданного в конце 1950-х Нортроп T-38 «Тэлон», учебного двухместного сверхзвукового реактивного самолёта.
Самолёт предназначался в основном для экспорта в страны, получавшие американскую военную помощь. В разное время состоял на вооружении многих стран Европы, Азии, Африки и Латинской Америки, став одним из наиболее распространённых боевых самолётов в мире.
Выпуск истребителя прекратился в 1987 году. Всего было произведено более 2000 единиц. В ВВС США истребители списаны в 1990 году.
- ВМС и КМП США на 2019 год: 44 F-5N/F (большая часть выкуплена в Швейцарии в 2006 г., другая часть досталась от ВВС США).
- В феврале 2019 года ВМС и Корпус МП США заказали компании «Northrop Grumman» ремонт 44 истребителей F-5N/F «Тайгер-2». Оставшиеся на вооружении ВМС и Корпуса МП США самолёты F-5N/F используются преимущественно во время учений, когда изображают авиацию вероятного противника.
- 2019 год: в настоящее время самолёты ещё используют военные Китайской Республики, Ирана и Саудовской Аравии, Сингапура, Бразилии и др..

## Модификации
- F-5A «Фридом Файтер» — серийная версия первой модели F-5. Первый полёт прототипа состоялся в 1959 году, первого серийного самолёта — в 1963 году. Выпускался на экспорт.
- F-5B — двухместный учебно-боевой вариант.
- NF-5A — одноместный истребитель-бомбардировщик для ВВС Нидерландов.
- F-5C — версия F-5A block 20 для Войны во Вьетнаме (1965г). Установленна броневая защита (около 200кг), прицел с вычислителем, система дозаправки в воздухе.
- F-5E «Тайгер» II — второе поколение F-5. Продавался в 19 стран. 120 самолётов строились на Тайване по лицензии. В отличие от F-5A, доработан планер, установлены более мощные двигатели, установлена РЛС, прицел с вычислителем, система отстрела ЛТЦ и ДО, Система предупреждения об облучении, на некоторых машинах имеется автомат выпуска механизации предкрылок и закрылок в зависимости от скорости и угла атаки.
- F-5F — двухместная версия F-5. Производился на Тайване и в Канаде по лицензии.
- F-5G — третье поколение самолёта для экспорта с новой силовой установкой и изменённой геометрией крыла. По существу, совершенно новый самолёт. Получил обозначение F-20 «Тайгершарк» (Tigershark). Первый полёт прототипа состоялся в 1982 году. Серийно не выпускался.
- F-5N — версия F-5Е со снятым вооружением и снабжённая спецоборудованием для ведения учебных боёв. Используется в роли вероятного противника.
- F-5S — модернизированная версия 1996—2001 годов для ВВС Сингапура, удалена одна пушка, снабжён итальянским радаром Leonardo S.p.A. Grifo-F и «стеклянным» кокпитом с полноценным ИЛС и МФД, способен нести и применять ракеты AIM-120 AMRAAM и AGM-65. Для улучшения манёвренности увеличены передние наплывы крыла. Установлена не убираемая штанга дозаправки в воздухе. Стоимость модернизации каждого самолёта обошлась около 4 млн долларов США.
- F-5EM — модернизированная версия для ВВС Бразилии 2001 года, установлена новая авионика — радар Grifo-F, станция РЭБ, нашлемная система целеуказания, штанга дозаправки в воздухе. Внешне самолёт имеет увеличенный в диаметре нос для установки новой авионики. В 2020 году началось внедрение шины данных Link-BR2 для улучшения ситуационной осведомлённости. В номенклатуру вооружения добавлена ракета Python.
- F-5TH — наиболее совершенная версия модификация F-5 модернизированная для ВВС Таиланда, снята одна пушка, установлен новый радар Grifo с АФАР, «стеклянный» кокпит с МФД, ИЛС и нашлемной системой целеуказания, шина данных Link-T для связи с тайскими самолётами Saab Grippen, система инфракрасного поиска целей IRST, реализован принцип HOTAS (когда все основные системы самолёта управляются переключателями на РУС и РУД). Способен нести контейнеры РЭБ SkyShield и целеуказания Lantirn 3, ракеты средней дальности I-Derby и ближнего боя Python 4 фирмы Rafael. Таиланд планирует модернизировать 14 самолётов и оставить их на службе до 2030х годов.
- F-5AT — Advanced Tiger модифицированная версия F-5E/F силами частного американского оборонного подрядчика Tactical Air Support. Имеет новые ЭВМ, радар Nemesis фирмы Duotech, даталинк, индикатор на лобовом стекле, новую систему предупреждения об облучении Argus фирмы Duotech, информационное поле кабины с большими многофункциональными жк индикаторами и навигацией Garmin 3000 а также реализована принцип HOTAS от фирмы Mason, теплопеленгатор IRST, кроме того можно симулировать применение оружия с помощью нашлемной системы целеуказания, вплотную приближая самолёт к 4-му поколению. Модификации имеют модульную систему и открытую архитектуру. Позволяет применять как ракеты AIM-120 (до 4х штук) так и ракеты советского и китайского производства, например Р-60, Р-73 и Р-27. Модифицированно 25 самолетов. Также похожим образом модифицированны 8 выкупленных у Канады CF-5D.

## Вооружение
Ниже перечисленное вооружение используется самолётами F-5 разных модификаций.
Управляемые Ракеты Воздух-Воздух:
- AIM-9 Sidewinder,
- AIM-120 AMRAAM,
- Rafael Python 3,
- Rafael Python 4,
- Rafael Derby,
- Р-27 (авиационная ракета),
- Р-60,
- Р-73.

Вооружение Воздух-Земля:
- AGM-65 Maverick,
- Булпап,
- Penguin (ракета).

## Эксплуатанты
- США
- Эфиопия
- Пакистан
- Филиппины
- Норвегия
- Марокко
- Канада
- Мексика
- Саудовская Аравия
- Иран
- Южный Йемен
- Вьетнам
- Южный Вьетнам
- Турция
- Кения
- Судан
- Венесуэла
- Нидерланды
- Сингапур
- Бразилия
- Китайская Республика
- Гондурас
- Таиланд
- Иордания
- Индонезия
- Швейцария
- Мексика
- Чили
- Ливия
- Малайзия
- Испания
- Бахрейн
- Республика Корея

## Боевое применение

### Война во Вьетнаме

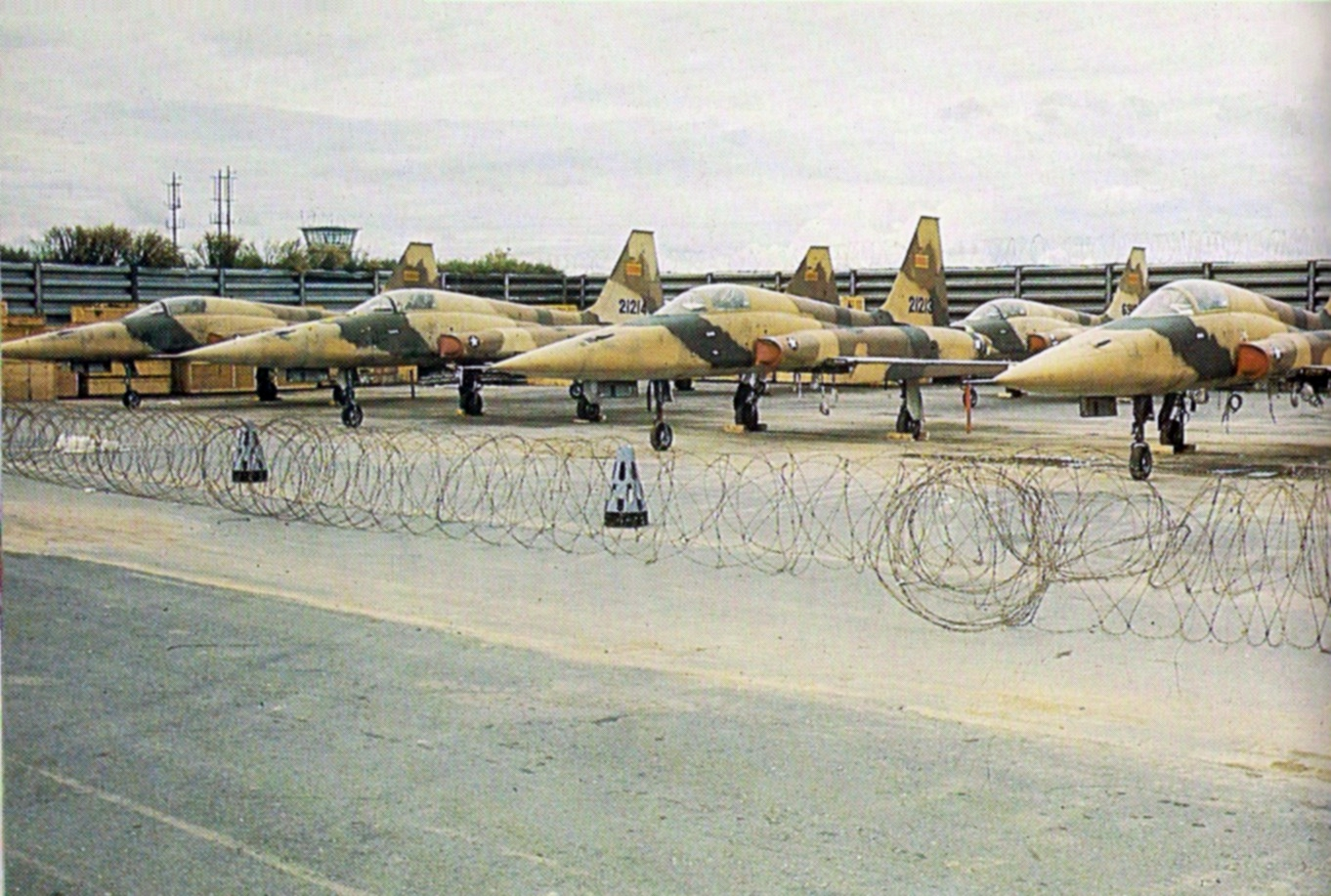
В начале 70-х Иран поставил Южному Вьетнаму несколько десятков истребителей F-5A. В 1975 году все они были захвачены северовьетнамской армией

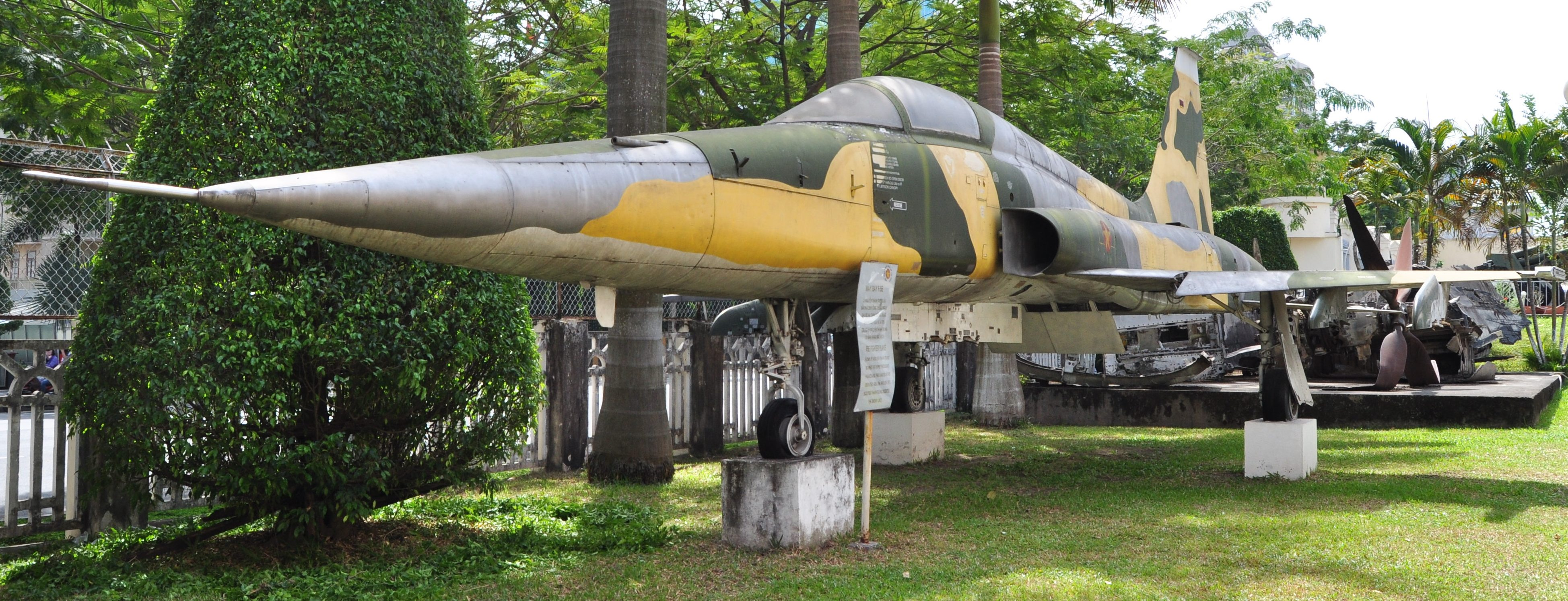
Трофейный F-5E (р/н 73-01638) в музее Вьетнама. Этот самолёт участвовал в налёте на южновьетнамский президентский дворец, после чего перелетел в Северный Вьетнам

Первые случаи боевого применения F-5 произошли во время войны во Вьетнаме. 23 октября 1965 года подразделение, вооружённое ими, перелетело через Тихий океан, с двумя дозаправками в полёте от топливозаправщика КС-135 на базу Бьенхоа в Южном Вьетнаме. Через пять часов после прибытия эскадрильи был совершён её первый боевой вылет. F-5C интенсивно использовались для сопровождения штурмовиков, разведывательных полётов, ударных операций над Вьетнамом в течение четырёх месяцев. Был потерян один F-5, сбитый в декабре из стрелкового оружия. Ещё два самолёта получили попадания ракетами ПЗРК «Стрела» в двигатели, но смогли вернуться на базу. Позже американцы продолжили испытания новых самолётов, к 1967 году было потеряно девять американских F-5.
Изначально правительство США запрещало поставлять F-5 Южному Вьетнаму по причине того что у южновьетнамцев авиация имела очень высокий уровень аварийности. Позже юг для борьбы с Вьетконгом получил 120 F-5A/B и RF-5A и не менее 118 F-5Е. Также есть информация, что 11 уцелевших F-5C которые использовали сами американцы, также были оставлены южанам. То есть всего было ими было получено около 250 машин данного типа.
Эксплуатация новейших самолётов давалась южновьетнамцам с трудом, не обошлось без инцидентов. В начале 1970 года южновьетнамский RF-5A в Да Нанге собирался выполнить разведывательный полёт над северной частью Южного Вьетнама, в самом конце взлётной полосы у самолёта остановились двигатели и он упал в озеро и утонул. Как показало расследование топливные баки F-5 южновьетнамцы заправили обычной водой. Днём ранее прошёл тропический шторм который заполнил водой топливозаправщик и им южновьетнамцы заправили почти все самолёты на взлётной линии. Другой случай произошёл летом 1974 года, после возвращения с боевого вылета южновьетнамский пилот F-5A решил пролететь над своим домом в Да Нанге, во время полёта над домом F-5 врезался в фонарный столб, оторвал часть крыла и рухнул в озеро неподалёку и утонул.
В 1973 году США сильно сократили помощь Южному Вьетнаму. Если в начале года южновьетнамцы могли совершать по 200 вылетов на F-5 ежедневно, то к концу года всего около 50. По состоянию на 30 сентября 1973 года южновьетнамцы потеряли 18 самолётов F-5 всех модификаций.
Во второй половине 1973 года на аэродроме в Бьен Хоа взорвалась площадка на которой стояли несколько повреждённых F-5 и большое количество запасных частей к ним. Когда американцы спросили южновьетнамцев что произошло, те ответили что на аэродром пробрались вьетконговцы. В реальности же южновьетнамцы сами взорвали свои самолёты в протест ограничению помощи из США.
6 ноября 1973 года в результате ракетного удара 27-ю реактивными снарядами из ПУ Град-П, выполненного по авиационной базе Биен Хоа, расположенной в 15 милях северо-востока от Сайгона, были уничтожены три южновьетнамских истребителя F-5A и четыре были повреждены;
Сведений о воздушных боях с «МиГами» не имеется, однако известно, что, по крайней мере, четыре разведчика RF-5A были сбиты над тропой Хо Ши Мина. Ещё несколько самолётов были повреждены попаданиями ПЗРК, но смогли вернуться на аэродром. Если южновьетнамский пилот вовремя замечал пуск ПЗРК, то он благодаря высокой манёвренности самолёта мог увернуться от ракеты.
В апреле 1975 южновьетнамский пилот Нгуен Тхань Чанг на своём F-5E отбомбился по президентскому дворцу в Сайгоне, после чего перелетел на один из аэродромов, захваченных Вьетконгом. Отмечалось применение северовьетнамцами в апреле захваченных F-5.
В мае война закончилась. За несколько дней до падения Сайгона 26 F-5 совершили взлёт из Дананга на таиландский аэродром Утапао. Как вспоминал американский историк Антони Тамбини в одноместный F-5 садилось по два-три человека на коленки друг другу. В один из двухместных F-5 залезло шесть человек, но при приземлении из за недостатка места пилот не смог использовать тормоз, самолёт на полной скорости вылетел со взлётной полосы и разбился о дерево, все шестеро погибли. В качестве трофеев Северному Вьетнаму досталось 60 F-5A/B и 27 F-5E. Все остальные, около 100 машин, были сбиты либо уничтожены.
Сейчас трофейные F-5E или их части демонстрируются в российском ЦАГИ (с/н 73-00807), в польском и чешском авиационных музеях Кракова (с/н 73-00852) и Праги (с/н 73-00878) соответственно. Есть информация что в СССР могло быть поставлено 4 истребителя F-5E.
Южновьетнамские F-5 против авиации противника
Известные случаи:
- 9 октября 1972 года пара южновьетнамских F-5A попыталась перехватить пару северовьетнамских Ил-28 возле границы с Лаосом, при появлении истребителей МиГ-21 перехват решили отменить и F-5 вернулись на аэродромы[15].
- Весной 1974 года ВВС Южного Вьетнама получили новейшую модификацию самолёта — F-5E. Первая боеготовая эскадрилья была организована на аэродроме в Дананге, при этом истребители постоянно находились в состоянии повышенной боевой готовности. Северовьетнамским МиГ-21 удавалось фотографировать аэродром с новейшими самолётами, ещё до того как те поднимутся в воздух[15].
- 28 апреля 1975 года южновьетнамские F-5 попытались участвовать в воздушном бою. В этот день несколько F-5 вылетело на перехват пяти северовьетнамских трофейных штурмовиков A-37, взлетевших с Фан Ранга и направляющихся по направлению к авиабазе Тан Сон Нат. Северовьетнамским самолётам удалось прорваться к авиабазе, самолёты сначала сбросили бомбы, а потом расстреляли стоявшую авиатехнику из пушек. В результате среди 11 уничтоженных самолётов, 3 были F-5. Летевшие на перехват южновьетнамские F-5 ничего сделать с ними не смогли и северовьетнамцы в полном составе вернулись на аэродром[16][17].

### Разведка над СССР
Самолёты-разведчики типа RF-5A и F-5B ВВС Ирана и ВВС Турции выполняли разведывательные полёты над Советским Союзом в конце 60-х и 70-х годах и имели боевое соприкосновение с истребительной и наземной системой ПВО СССР. Потери в ходе этих полётов составили 3 иранских F-5, 1 турецкий F-5 и 1 советский МиГ-21.
Иранские потери оцениваются в три сбитых советским огнём «Фридом Файтера», первый RF-5A в 1969, второй RF-5A в 1970 и третий F-5B в 1973 году, при этом третий разведчик был сбит тараном истребителя МиГ-21 (б/н 25) 982-го иап, который также как и «Фридом Файтер» разбился. Есть информация, что RF-5A (р/н 69-7178) поставленный в Иран в 1970 году мог быть одним из сбитых в ходе этих полётов.
24 августа 1976 года пара истребителей-разведчиков RF-5A ВВС Турции в ходе проведения разведки пересекла территорию Армянской ССР, следуя на высоте 7600 метров. Пусками расчёта советского зенитно-ракетного комплекса С-125 один нарушитель был сбит, обломки сбитого истребителя рухнули на турецкой территории, там же и приземлился катапультировавшийся турецкий пилот старший лейтенант Сахир Бесерен (личный номер 1970—243). Долгое время ошибочно считалось что это самолёт был типа F-100 Super Sabre.

### Третья индо-пакистанская война
Индийские лётчики отмечали случаи использования F-5 со стороны Пакистана.

### Мятеж на авиабазе Кенитра
16 августа 1972 года пилоты F-5A марокканской авиабазы Кенитра устроили мятеж и решили сбить Boeing 727 (р/н CN-CCG, с/н 20471) на котором летел король Марокко. На перехват авиалайнера была поднята пара «Фридом Файтеров». F-5A расстреляли «Боинг» из 20 мм пушек и после того как пилот «Боинга» соврал повстанцам что король мёртв, дали приземлиться повреждённому авиалайнеру в Рабата-Сале (несколько пассажиров было ранено во время обстрела). Но самим «Фридом Файтерам» повезло меньше, на обратном пути у одного F-5A (р/н 21246, с/н N.6329) кончилось горючее и он разбился, пилот катапультировался и был взят в плен правительственными войсками. После приземления авиалайнера в Рабат-Сале один F-5 обстрелял ракетами и пушками аэропорт, 8 мирных жителей было убито и 40 ранено, король опять не пострадал. После этого четвёрка F-5 атаковала королевский дворец. В это время оставшиеся лояльными королю войска блокировали авиабазу Кенитра. Мятеж был подавлен.

### Война за независимость Эритреи
ВВС Эфиопии впервые применили свои F-5 против сепаратистов в мятежной провинции Эритрее.
Подробностей применения F-5 в этом конфликте очень немного. Например, в последней неделе января 1978 года во время сражения за Массауа один F-5 был сбит огнём сепаратистов.

### Война в Западной Сахаре
ВВС Марокко применяли F-5 в ходе многолетней войны в Сахаре с Полисарио. Всего было поставлено 57 самолётов этого типа: 20 F-5A, 5 F-5B, 2 RF-5A, 26 F-5E и 4 F-5F. Марокканские F-5 применялись исключительно для ударов по наземным целям, причём их модернизировали для применения AGM-65B Maverick и корректируемых бомб «Rockeye». В конце 1981 года марокканская армия в районе Гелльта Земмур осталась практически без воздушной поддержки, после того как бойцы ПОЛИСАРИО стали использовать мобильные ЗРК «Квадрат», поставленные Ливией. США после тяжёлых потерь марокканской авиации в битве за Гелльта Земур провело модернизацию десяти марокканских F-5 по установке блоков отстрела ложных целей AN/ALE-38 и предоставление подвесных систем РЭБ ALQ-119.
Известные потери марокканских F-5 в ходе боевых действий:

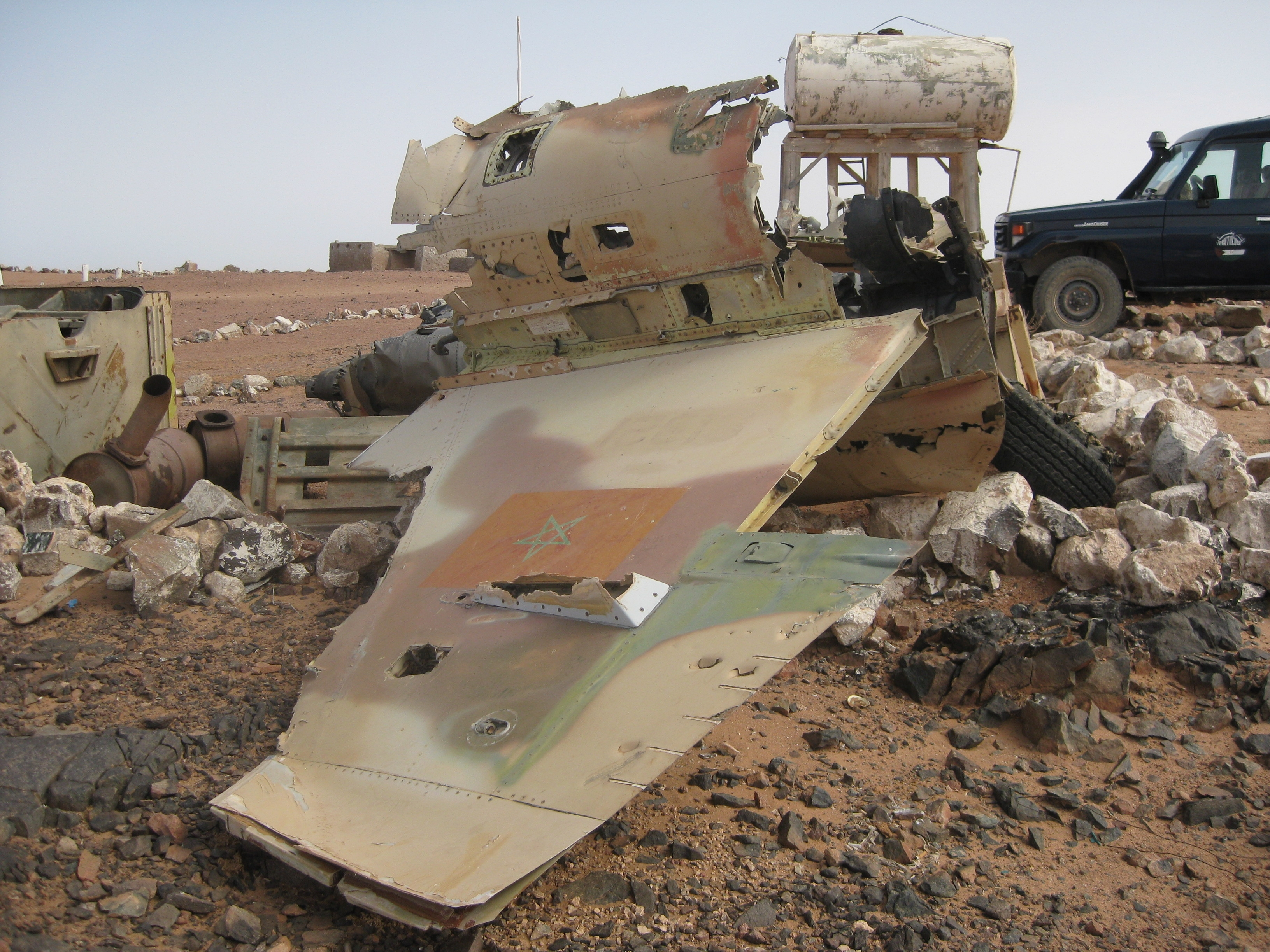
Обломки сбитого марокканского F-5

- 21 января 1976 года F-5A (р/н 97099) сбит из ПЗРК Стрела-2 в районе мавританской деревни Айн Бен Тили[31], пилот сержант Ахмад Бен Боубакар попал в плен[32];
- 6 ноября 1976 года F-5A разбился при взлёте из Смары[32]. Пилот Дрись Бахаджи через три дня скончался от ожогов. По другим данным потеря произошла в июле 1977[31];
- 25 февраля 1977 года F-5A сбит из ПЗРК Стрела-2 возле гарнизона Буждур, пилот Ахмед Брахим Аллаи взят в плен[31];
- 24 августа 1977 года F-5A сбит из ПЗРК Стрела-2 возле форпоста Литейма, в районе Эль-Аюн, пилот комэск Али Атман взят в плен[32];
- 18 февраля 1978 года F-5A пытаясь уклониться от атаки врезался в землю возле Агуергуер, пилот Слиман Коуссе погиб[32];
- 2 июня 1978 года F-5A сбит с помощью пулемёта ДШК в районе Скен, пилот погиб;
- 5 июня 1978 года F-5A сбит из ПЗРК Стрела-2 в районе Аум Дрейга, пилот взят в плен;
- 10 сентября 1978 года F-5A (р/н 01373) сбит из ПЗРК Стрела-2 в районе Хрейбичате к северу от Смары, пилот комэск Али Наджаб Абдель-Салам взят в плен[32];
- В октябре 1978 года F-5A (р/н 97177) сбит возле горы Уаркисс[31];
- 10 февраля 1979 года F-5A сбит, (р/н 69120, с/н 66-9120), пилот спасся[31];
- 13 февраля 1980 года F-5A сбит в районе гарнизона Божадор, пилот взят в плен;
- 27 декабря 1980 года F-5A сбит в районе Роус Лахъялат, пилот взят в плен;
- 24 октября 1981 года F-5A сбит из ПЗРК Стрела-2 в районе Гельта Земмур, пилот взят в плен;
- 13 ноября 1981 года F-5A сбит ЗРК «Квадрат» в районе Гелльта Земмур, судьба пилота неизвестна;
- 12 января 1985 года два F-5E сбиты ЗРК «Квадрат» в районе алжирской границы, судьба пилотов неизвестна[33];
- 26 апреля 1987 года F-5E (р/н 91921, с/н 79-1921) сбит ЗРК «Квадрат» в районе Гелльта Земмур[31], пилот Зуаги погиб[32];
- 25 августа 1991 года F-5E сбит в район Бир Лахлу, пилот взят в плен[34].

### Эфиопо-сомалийская война
Самолёты F-5 применялись во время войны в 1977—1978 гг. Всего к середине 1977 года в ВВС Эфиопии числилось 35 исправных боевых самолётов, среди которых были 16 истребителей F-5A/B/E, 3 бомбардировщика «Canberra B.Mk.52», несколько истребителей F-86 и учебно-боевых Т-28.
Со стороны противоборствующей сомалийской стороны ВВС состояли приблизительно из 66 самолётов: 10 бомбардировщиков Ил-28, 12 истребителей МиГ-21, 44 истребителя МиГ-17 и МиГ-15.
21 июля 1977 года был нанесён первый удар сомалийскими МиГ-21 по аэродрому в районе Харара, где был перехвачен и сбит эфиопский гражданский DC-3. В ответ эфиопские ВВС в период с 24 по 25 июля перебросили все свои боеготовые истребители F-5A на передовые авиабазы в Огадене. 26 июля пара эфиопских F-5 в районе Харара атаковала звено из четырёх сомалийских МиГ-21МФ. В результате утреннего воздушного боя (это был первый воздушный бой) два МиГ-21 были сбиты, а ещё два столкнулись в воздухе при попытке уклониться от выпущенной по ним ракеты AIM-9 Sidewinder («Сайдвиндер»).
Первую в истории ВВС Эфиопии воздушную победу на F-5 засчитывают лётчику Безабих Петросу, который сбил сомалийский МиГ-21МФ в этом бою. А первую потерю F-5 эфиопские ВВС понесли ещё до официального начала войны, когда в начале 1977 года авиабаза Дыре-Дауа подверглась ракетному удару, в результате был уничтожен один F-5E.
Эфиопское командование ВВС перебросило в Огаден на авиабазы Бахир Дар и Дире-Дауа дополнительные истребители F-5 и пара бомбардировщиков Canberra B.Mk.52. Предполётную подготовку самолётов выполняли специалисты-израильтяне. По информации отдельных источников израильские лётчики активно участвовали в этих боях.
На земле превосходство было за вооружёнными силами Сомали. В августе-сентябре эфиопские ВВС потеряли два F-5A, которые были сбиты зенитным огнём. Сомалийские ВВС по разным оценкам потеряли до 23 самолётов. Только десять из них относились к боевым потерям. Два МиГ-21МФ были сбиты в ещё одном воздушном бою с F-5 в районе Кебри Дехар. Ещё два МиГ-21 было потеряно 11 августа при налёте на эфиопскую авиабазу Айша из-за зенитного огня расчёта ЗРК С-125.
В воздушных боях и от огня средств ПВО было потеряно не менее шести F-5 По сомалийским данным потери эфиопских F-5 с начала войны и до разгрома эфиопов в Джиджиге составили 12 истребителей.
До декабря 1977 года самолёты F-5 выполняли функции самолёта-разведчика, а после декабря эти функции были возложены на МиГ-21Р, прибывшие из СССР. С января 1978 года самолёты эфиопских ВВС МиГ-21 и F-5 начали наносить удары по позициям сомалийских войск, линиям снабжения и тыловым складам. В числе первых была атакована сомалийская авиабаза Харгейса.
К концу войны в ВВС Сомали числилось всего 12 самолётов МиГ-21 и несколько МиГ-17. По заявлениям руководства Сомали в ходе боевых действий ими было уничтожено более 50 эфиопских самолётов, из которых 10 истребителей F-5 и МиГ-21 были сбиты сомалийскими МиГ-21 в воздушных боях (предположительно 4 на счету пакистанских пилотов), а остальные средствами ПВО Сомали. Эфиопия из числа своих истребителей F-5 признала потерю только двух машин (хотя известны имена 5 сбитых пилотов самолётов данного типа). Со своей стороны руководство Эфиопии заявило о 23 сбитых самолёта сомалийцев, из которых 2 самолётов сбито ЗРК С-125 и другими средствами ПВО, 10 самолётов — истребителями F-5 в воздушных боях.

### Таиланд
Боевое применение тайских F-5 прежде всего было связано с конфликтом в Кампучии.
- 11 июня 1976 года повстанцы у населённого пункта Хао Хо сбили огнём пулемёта ДШК F-5 Королевских Тайских ВВС[42];
- 28 августа 1980 года два истребителя F-5A Freedom Fighter ВВС Таиланда пропали без вести во время разведывательного полёта в районе кампучийской границы у острова Ко Кут. Оба пилота считаются погибшими, номера потерянных «Фридом Файтеров»: № 70-1390/N6511 и № 67-21237/N6343[43];
- 11 февраля 1982 тайские F-5E принудили к посадке самолёт Ан-26Б (б/н 26264) ВВС Вьетнама, который принимал участие в операции против отрядов красных кхмеров на территории Кампучии и случайно нарушил воздушное пространство Таиланда возле города Пайлин. Экипаж Ан-26 пытался выполнить вынужденную посадку на рисовое поле, но в конце пробега самолёт зацепил бруствер, в результате чего передняя и правая опоры шасси подломились, а носовая часть фюзеляжа получила значительные повреждения. Один из 13 человек, находившихся на борту, погиб, ещё двое получили травмы[42];
- В 1987—1988 годах над территорией Лаоса и на таиландско-кампучийской границе три F-5 Королевских Тайских ВВС было поражено ракетами ПЗРК Стрела-2М, два самолёта смогли дотянуть до базы[42].

### Кампучийско-вьетнамский конфликт
В 1978 году против «красных кхмеров» трофейные F-5 использовала армия Вьетнама. Причём F-5 использовались в одной эскадрилье с МиГ-21. За бои в Камбодже два пилота F-5, удостоились звания Герой Народной Армии.

### Ирано-иракская война

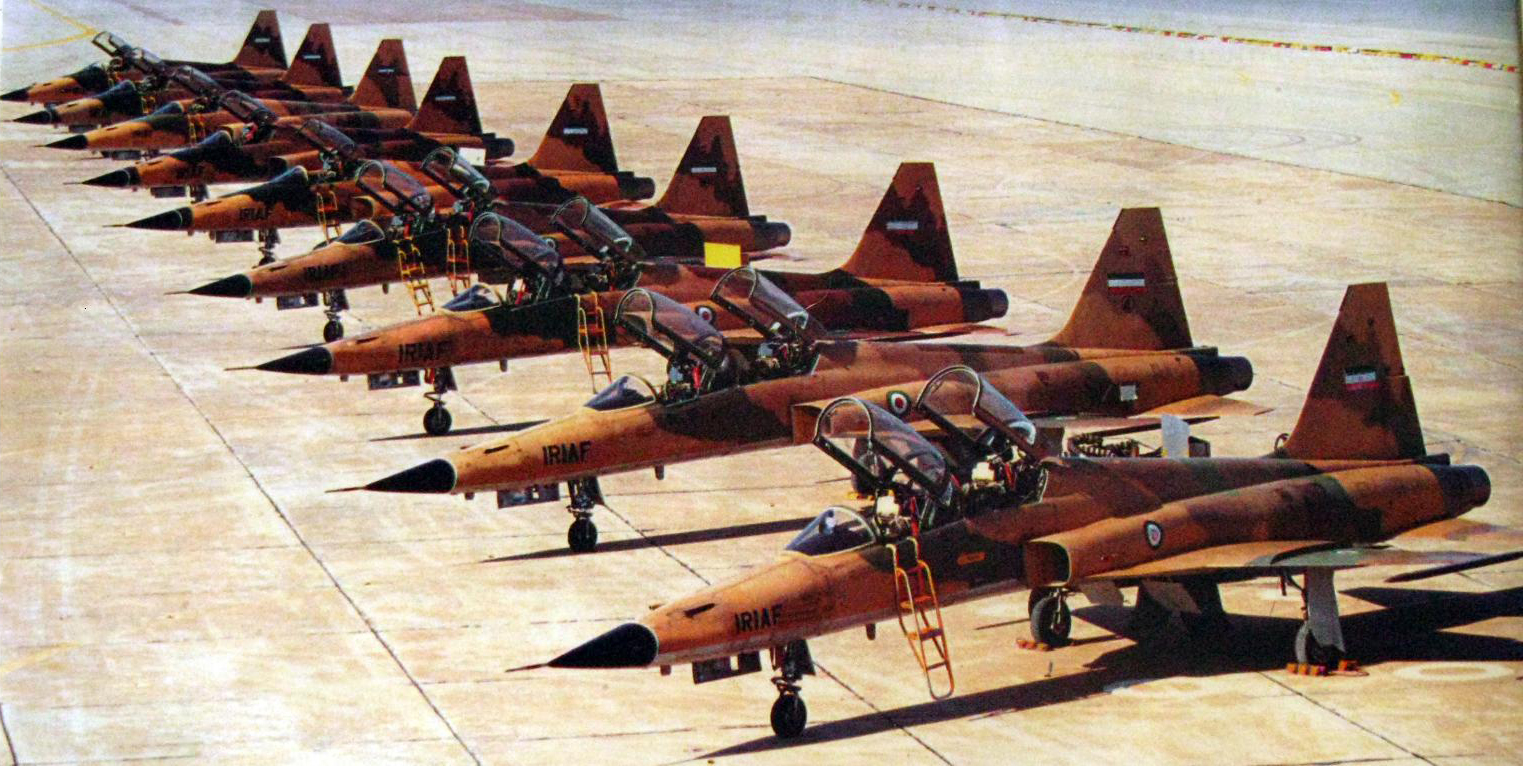
Иранские F-5E в ходе Ирано-Иракской войны

За всё время в Иран было поставлено 330 F-5: 104 F-5A, 13 RF-5A, 24 F-5B, 171 F-5E и 28 F-5F.
К началу войны Иран обладал 166 самолётами F-5E/F «Тигр II». Иранские F-5 использовались для нанесения ударов по наземным целям и завоевания господства в воздухе, где встретились в реальных боях с «МиГами».
25 июня 1980 года иранский F-5 нарушил воздушное пространство Ирака и был сбит ЗРК С-125, пилот погиб. 10 сентября в районе Салехабада иранская станция радиолокационного обнаружения и управления была уничтожена бомбовым ударом пары своих же иранских F-5E. 18 сентября иранский F-5 был сбит огнём с земли при попытке атаковать иракскую технику в Хузестане, пилот погиб. В этот же день в Зарбатии при попытке атаковать наземную технику огнём ЗУ-23-2 был сбит ещё один «Тигр», пилот взят в плен.
22 сентября днём авиация ВВС Ирака совершила массированные налёты на иранские аэродромы. Значительные разрушения были на авиабазе Вахдати, иракские МиГ-23БН и Су-22 атаковали 26 открыто стоящих истребителей «Тигр», в результате чего 3 F-5E были уничтожены, ВПП оказалась не пригодной для полётов до вечера. Во втором налёте пилот «Тигра» капитан Фируз Хасани был убит прямым попаданием авиабомбы когда он на машине инспектировал ущерб. Авиабаза Тебриз пострадала менее сильно, только 2 F-5E получили повреждения.
23 сентября в ответ на иракские авианалёты, Иран начал операцию «Каман-99». В ней участвовали 88 «Тигров», 58 «Фантомов» и 60 «Томкэтов». F-14 барражировали в воздухе над иранской территорией для защиты от возможных иракских авиаударов. F-5 и F-4 нанесли удары по иракским авиабазам. Над Мосулом группу из 4 иранских «Тигров» атаковал один иракский МиГ-21. В результате воздушного боя было сбито два F-5, оба пилота погибли. В ходе повторной атаки было сбито ещё два F-5. Над авиабазой Таллиль один «Тигр» был сбит иракским МиГ-23 и один огнём с земли, пилоты погибли. Ещё два «Тигра» было сбито над Дизфулем иранскими зенитчиками после возвращения с нанесения удара. Всего этот день стоил Ирану в 9 F-5. На следующий день Иран потерял два F-5E, первый был сбит своим же ЗРК HAWK над Дизфулем, пилот погиб, другой был сбит над Киркуком иракским МиГ-23, пилот взят в плен. 25 сентября над территорией Ирака было сбито два «Тигра», оба пилота погибли.
В начале октября иранский F-5E был сбит иракским истребителем МиГ-21МФ, пилот погиб. Первые победы иранские F-5 одержали 17 октября сбив два Су-20, в этот день один «Тигр» был сбит иракским МиГ-21бис, пилот взят в плен. 23 октября в бою с одним иракским МиГ-21МФ (М. Райян) было потеряно два F-5E, судьба пилотов неизвестна. 1 ноября МиГ-21МФ с помощью ракеты Р-13 сбил иранский F-5E, пилот погиб. 14 ноября иранский F-5E был сбит ракетой Р-13 выпущенной МиГ-23МС, пилот погиб. 21 ноября иранский F-5E (С. Раад) атаковал иракский МиГ-21МФ, во время маневрирования иракский самолёт разбился. 24 ноября этот же иранский пилот огнём 20 мм пушки сбил ещё один иракский МиГ-21МФ. 26 ноября произошёл крупный воздушный бой F-5E с иракскими МиГ-21бис, F-5E Раада огнём 20 мм пушки подбил иракский МиГ-21бис, во время маневрирования иракский самолёт врезался в землю и взорвался. «Тигр», пилотируемый А. Занджани был атакован МиГ-21бис (А. Лоуаби). Иранский пилот смог увернуться от двух ракет, тогда Лоуаби пошёл на таран. Оба самолёта взорвались. Ещё один F-5E был сбит ракетой Р-60, выпущенной МиГ-21 (Ноуфаль), пилот погиб. 3 декабря иранский F-5E огнём 20 мм пушки сбил иракский вертолёт Ми-8. Согласно некоторым источникам 5 декабря иранскому F-5 удалось сбить иракский МиГ-23, при этом сам иранский самолёт был тяжело повреждён. 19 декабря иракский МиГ-23 сбил F-5E Раада, иранскому пилоту удалось катапультироваться.
14 января 1981 иранским F-5E удалось сбить три иракских вертолёта. Один Ми-25 был сбит с помощью ракеты AIM-9P и два Ми-8 были сбиты 20 мм пушками. В начале мая три F-5E было сбито иракскими МиГ-21МФ. 26 февраля 1982 года иранские F-5 впервые встретились с иракскими истребителями Mirage F1, в результате один «Тигр» был сбит ракетой. 1 апреля ещё один F-5E был сбит иракским «Миражом» с помощью ракеты R.550 Magic, пилот Казани погиб. Следующие воздушные победы иранские F-5E одержали в конце октября, сбив из 20 мм пушек вертолёт Sa.342M и два Ми-8. 20 ноября иранские F-5E с помощью ракет AIM-9P сбили вертолёт Ми-8 и истребитель МиГ-21МФ.
24 ноября 1982 года над иранским городом Эйван произошла первая встреча с перехватчиками МиГ-25, в результате боя был сбит двухместный иранский F-5F, пилоты катапультировались.
13 ноября иранский F-5E был сбит над Ахвазом иракским истребителем МиГ-21, пилот погиб. 3 июня 1984 года иранский F-5E вылетел с авиабазы Табриз на перехват иракского бомбардировщика и был уничтожен попаданием ракеты Р-40 с иракского МиГ-25ПД, пилот погиб. В этом же году один иранский F-5E был сбит иракским Mirage F1 с помощью ракеты Super 530F. 13 февраля 1986 года иранские F-5 впервые встретились с истребителями МиГ-23МЛ. В результате один «Тигр» был уничтожен ракетой Р-24, пилот Вардзар погиб. В апреле 1986 иранский F-5E с помощью ракеты AIM-9P сбил иракский Су-20.
1 февраля 1987 года иранский F-5E был сбит неизвестным истребителем. 17 февраля иранский F-5E (Б. Наср-Абади) был сбит над Урмией иракским истребителем Mirage F1, судьба пилота неизвестна.
13 апреля 1987 года иракские МиГ-23 и Су-22 в очередной раз разбомбили авиабазу Вахдати. В результате авиаудара были поражены 5 самолётов, в том числе 2 F-5E, также были разрушены ангары для ремонта самолётов, что вынудило эвакуировать F-5, за исключением 4 штук, на другие аэродромы.
В этом же году иранский F-5E был сбит иракским штурмовиком Hunter, иранский пилот М. Варастех взят в плен. Последняя воздушная победа иранских F-5E была одержана 25 ноября, когда с помощью ракеты AIM-9P был сбит иракский Су-22, пилот взят в плен.
Против МиГ-23
Интересными оказались итоги боёв F-5 против иракских истребителей МиГ-23М. Случаи имеющие подтверждающую информацию:
- 23 сентября 1980 года группа иранских F-5E возвращавшаяся после удара по авиабазе Таллиль была перехвачена парой иракских МиГ-23МС 39-й эскадрильи, поднявшихся с авиабазы Убайда. В результате перехвата «МиГом» был сбит один «Тигр» (с/н 3-7121[52]). Победу одержал иракский пилот капитан Камал аль-Баразанджи с помощью ракет Р-13М[53], иранский пилот старший лейтенант Голамхуссейн Оруджи погиб[46].
- 14 ноября 1980 года иракский самолёт ДРЛО Ан-26Б направил пару МиГ-23МС 39-й эскадрильи на перехват четвёрки F-5E 21-го крыла возле Мосула. В результате воздушного боя «МиГи» ракетами Р-13М сбили один «Тигр»[54][55] (с/н 3-7122), иранский пилот старший лейтенант Парвиз Сабихи погиб[56].
- 19 декабря 1980 года иракский самолёт ДРЛО Ан-26Б направил пару МиГ-23МС 39-й эскадрильи на перехват группы F-5E в районе Диббса. В 70 км от границы в результате воздушного боя «МиГи» ракетами Р-13М сбили один «Тигр»[57]. Иранский пилот капитан Ядола Шарифи Рад катапультировался на низкой высоте и получил тяжёлые ранения, его обнаружили симпатизирующие Ирану курды и через месяц переправили в Иран[58].

Так как самолёты F-5 плохо себя показали против МиГ-23 в «догфайте» (воздушном бою на близких дистанциях), командование ВВС Ирана отказалось использовать «Тигры» в роли истребителей и они были перенацелены прежде всего для атак наземных целей.
- 13 февраля 1986 года F-5E над Ираком был сбит МиГ-23МЛ 63-й эскадрильи. Иранский пилот капитан Гасем Варздар был взят в плен, «Тигр» (с/н 3-7106)[46] был сбит с помощью дальнобойной ракеты Р-24[55].

Случаи без подтверждающей информации:
- Есть информация что в декабре 1982 года один F-5E был подбит ракетой Р-23 и принуждён к посадке истребителем МиГ-23МФ 23-й эскадрильи. Фамилий или номера самолёта не называется[55].
- Есть также информация что 17 февраля 1987 года два МиГ-23МЛ были подняты на перехват пары F-5E. Втянувшись в манёвренный воздушный бой, иракцы потеряли один «МиГ», второму удалось выйти из боя и спастись благодаря разгонным характеристикам МиГ-23МЛ. Фамилий или номера самолёта не называется[60].

Это единственный конфликт в котором истребители F-5 столкнулись с истребителями МиГ-23 в настоящих боях во время боевых действий. Согласно официальному докладу ВВС Ирака, ни одной подтверждённой победы против истребителей МиГ-23М иранские F-5 не одержали, однако иракские данные о потерях своих МиГ-23М согласно некоторым западным заявлениям могут быть неполными (одних только неназванных погибших лётчиков на МиГ-23МС и МиГ-23МФ заявляется что известно вдвое больше, чем признано Ираком потерь самолётов этого типа). В западных источниках итоги боёв F-5 против МиГ-23 сильно расходятся — одни западные исследователи заявляли что как минимум один МиГ-23МЛ мог быть сбит иранским F-5E, другие западные исследователи заявляли что пилоты F-5 за всю войну вообще ни разу не смогли поразить МиГ-23, ни в одной из модификаций.
Против МиГ-25
Ирак с конца 1981 года начал активно применять самолёты МиГ-25 для разведки и бомбардировки целей над Ираном, при этом попытки перехватить такие самолёты оказались крайне сложными для ВВС Ирана. Истребители F-5 и F-4 совершили сотни безуспешных вылетов на перехват МиГ-25, в большинстве случаев у иранских самолётов кончалось горючее ещё до набора требуемой высоты для открытия огня.
Согласно иранским данным, впервые пилотам F-5 удача сопутствовала 4 июля 1986 года. Тогда МиГ-25 возвращался после боевого вылета и пролетая над Урмией ему на перехват с авиабазы Табриз была поднята пара F-5E (пилоты полковник Нежад и капитан Шабани). Полковник Нежад попытался пустить ракеты AIM-9J, но из за технических проблем не смог, тогда он атаковал цель из пушки и попал в правое крыло. Иракцы подтвердили что «МиГ» получил несколько попаданий 20-мм снарядов, которые причинили ему незначительный ущерб. Иранский историк Бабак Тагваи указывал что последующая судьба этого МиГ-25 была не совсем понятная. Один из пленных иракских лётчиков в 1987 году во время допроса сообщил, что этот повреждённый «МиГ» был списан. При этом в официальном докладе ВВС Ирака в 1992 году о потерях в войне с Ираном безвозвратная потеря этого самолёта не подтверждалась.
Другие известные воздушные бои между F-5 и МиГ-25:
- 24 ноября 1982 года над иранским городом Эйван двухместный F-5F был сбит иракским перехватчиком МиГ-25ПД. Оба лётчика катапультировались[46].
- В декабре 1982 года в районе Багдада F-5E был сбит иракским перехватчиком МиГ-25ПД[65].
- По некоторых источниках заявляется, что в 1983 году иранский F-5E смог сбить иракский МиГ-25ПД[65]. Однако по современным иранским данным, все попытки перехватить МиГ-25 до 1986 года были безуспешными[66]. Российские источники также указывали что потерь от огня противника МиГ-25 в 1983 году не имел[67].
- 3 июня 1985 года иранский F-5E вылетел на перехват предполагаемого «безоружного» для воздушных боёв разведчика/бомбардировщика МиГ-25РБ. Однако, иракцы подготовили ловушку для иранского истребителя, отправив под видом модификации РБ перехватчик МиГ-25ПД. В результате боя над иранской авиабазой Тебриз F-5 был сбит, иранский пилот Хассан Задех погиб[46][66].

Итоги применения
За всё время войны иранские F-5 согласно отрывочным западным заявленям одержали около 18 воздушных побед (6 Ми-8, 5 МиГ-21, 3 Су-20, 1 Су-22, 1 Су-7, 1 Ми-25 и 1 Sa.342). Также, согласно неподтверждённой информации, одна победа могла быть одержана над МиГ-23 в 1980 году и одна победа могла быть в 1983 году над МиГ-25. Согласно неполным данным Ирака о потерях самолётов (в частности, нет данных о потерях МиГ-21 после 1981 года), подтверждаются буквально несколько (менее десяти) побед F-5.
Потери в воздушных боях по отрывочным данным составили примерно от 18 до 27 самолётов (в том числе от 4 до 13 сбили МиГ-21, 6 МиГ-23, 4 Mirage F.1, 2-3 МиГ-25 и 1 Hunter).
К концу войны осталось в боеспособном состоянии не более 15 % от 166 имевшихся самолётов F-5. При этом в ходе войны 85 истребителей F-5 было списано как сбитые, разбившиеся и неремонтопригодные. Вдобавок, 12 F-5 в конце войны имели тяжёлые повреждения, некоторые были восстановлены, но по крайней мере один F-5E (с/н 3-7066) был списан уже после окончания войны в результате повреждений полученных в ходе войны. Что даёт не менее 86 безвозвратных потерь. За время конфликта с Ираком 46 пилотов F-5 погибло и 9 попало в плен.

### Вторая гражданская война в Судане
В 1982 году Судан получил 10 F-5E и 2 F-5F. Два «Тигра» было угнано в Эфиопию, один был продан в Иорданию, один разбился в 1985 году и три F-5 было сбито повстанцами.

### Мятеж на Филиппинах
В конце 1989 года офицеры, недовольные правлением президента, подняли мятеж. Для его подавления решили задействовать F-5. В одной из атак «Фридом Файтеры» по ошибке расстреляли группу своих же правительственных солдат, больше 25 из которых погибло и было ранено. В другом случае F-5A, пытаясь атаковать наземную цель врезался в землю и взорвался.

### Операция «Буря в пустыне»
F-5 Саудовской Аравии использовались для ударов по войскам Саддама Хусейна. Один был сбит силами ПВО Ирака.

### Кения
Кенийские F-5 использовались во время операции «Линда Нчи» с 2011 года, а также после её завершения. Они бомбили силы исламистов Аль-Шабаб на территории Сомали. В ходе операции было потеряно три «Тигра»:
- 25 октября 2011 года возле Кисмайо столкнулись и разбились два кенийских F-5, судьба пилотов неизвестна[80].
- 4 декабря 2014 года возле Кисмайо пуском ПЗРК был сбит кенийский F-5, пилот погиб[81].

### Турецко-греческий конфликт
Греческие F-5 выполняли боевые вылеты во время турецкого вторжения на Кипр в 1974 году. Они участвовали в воздушных стычках с турецкими истребителями F-102. 22 июля по заявлениям Греции, F-5 сбили два турецких F-102, в свою очередь Турция заявляла что её F-102 сбили два греческих «Фридом Файтера». Официально, обе стороны отрицали потери в воздушных боях.

### Гражданские войны в Йемене
В 1979 году в Южный Йемен было поставлено 11 F-5E и 3 RF-5F. В 1980-х годах наносили удары по войскам Северного Йемена.
Участвовали в войне 1994 года, предположительно один F-5 был сбит. Отмечены воздушные бои, в которых F-5 сбили по крайней мере два истребителя МиГ-21.
11 октября 2011 года F-5E ВВС Йемена был взорван на аэродроме.
Три йеменских F-5 были уничтожены на аэродромах в ходе саудовских авиаударов в 2015 году (первые два 29 апреля, третий 4 мая).

### Попытка государственного переворота в Венесуэле (1992)
Перед путчем в Венесуэле в 1992 году в венесуэльских ВВС в составе 36-й эскадрильи имелось около 15 истребителей Canadair CF-5 канадского производства.
27 ноября по проправительственной авиабазе Баркисимето, где базировались истребители CF-5A, нанесли удар самолёты Mirage и Bronco повстанцев. Внезапность удара позволила нанести тяжёлые потери — было уничтожено от пяти до восьми VF-5A/R Freedom Fighter (CF-5A). Номера уничтоженных «Фридом Файтеров»: № 6719/1067, № 7200/1073, № 8707/1089, № 8792/1087 и № 9215/1088.
В дальнейшем уцелевшие истребители CF-5 в боевых действиях больше никогда не применялись, один был выставлен в Баркисимето как памятник и после этого был разбит вандалами.

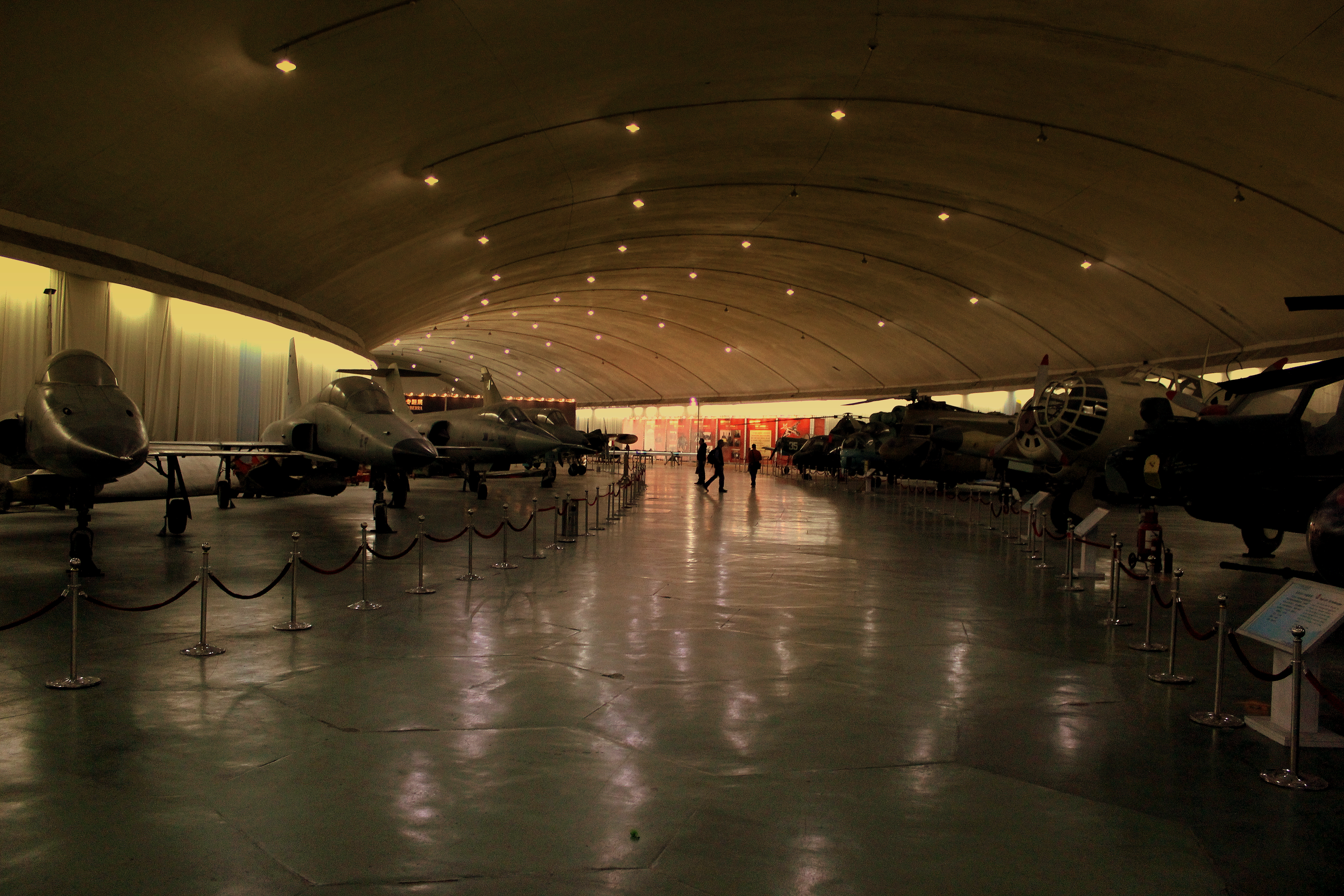
Угнанные F-5 ВВС Тайваня (слева) в военном музее в Пекине

### Ирано-израильский конфликт
В ходе израильского нападения на Иран 22 июня 2025 года авиаударами на авиабазе Дизфуль было уничтожено 2 самолёта F-5 «Тайгер».

### Другие конфликты
- В ходе гражданской войны в Никарагуа гондурасским F-5 был сбит никарагуанский вертолёт Ми-17[когда?][91].
- 6 мая 1992 года в районе островов Сисне истребителями F-5E Tiger II ВВС Гондураса был сбит легкомоторный самолёт Piper PA-28 Cherokee, который предполагаемо осуществлял контрабанду наркотиков[92].

### Угоны
Известно как минимум пять случаев угона истребителей F-5:
- 8 апреля 1975 года южновьетнамский пилот Нгуен Тхань Чанг угнал истребитель F-5E (р/н 73-01638, с/н R.1091[5]) на территорию подконтрольную северовьетнамцам[93];
- 8 августа 1981 года тайваньские лётчики Хуан Чжичэн и Сюй Цюлинь совершали полёт на двухместном истребителе F-5F (р/н 5361) 5-го авиакрыла ВВС Тайваня. Цюлинь катапультировался над тайваньской территорией, однако Чжичэн увёл истребитель на территорию КНР и совершил посадку в провинции Фуцзянь[94];
- 10 июля 1983 года иранский пилот Ирадж Фазели произвёл взлёт на истребителе F-5E с авиабазы Табриз и совершил побег в Турцию. Получил политическое убежище[95];
- В начале 1984 года два иранских лётчика угнали двухместный истребитель F-5F и совершили посадку в Саудовской Аравии. Получили политическое убежище[95];
- 11 февраля 1989 года тайваньский пилот Линь Сяншунь совершил побег на истребителе F-5E (р/н 5120) 44-й эскадрильи ВВС Тайваня. Над территорией китайской провинции Гуандун Сяншунь катапультировался. Истребитель был сильно повреждён[94], но был выставлен в музее в Пекине.

## Аварии и катастрофы
Самый трагический инцидент в истории с участием F-5 произошёл в 1981 году в Турции, тогда пилот истребителя F-5A «Фридом Файтер» ВВС Турции Изб Мустафа Озкан не справился с управлением и его «Фридом Файтер» рухнул на военные казармы в районе города Кыркларели, в результате катастрофы погибло 66 турецких солдат, ещё 72 получили ранения различной степени тяжести.
Точное количество потерь F-5 остаётся неизвестным. По известным данным разбилось не менее 300 самолётов, но это без учёта около 200 F-5 потерянных ВВС Южного Вьетнама.
Известные случаи:
28 февраля 1977 года в ходе учебного воздушного боя между истребителями F-5E и новейшим F-15A, «Тигр» случайно протаранил своего оппонента. Пилот F-15 катапультировался, F-5 с повреждениями смог совершить посадку.
19 октября 2005 года пилот турецкого истребителя F-5 «Фридом Файтер» капитан Джюнейт Озтюрк проводил учебную бомбардировку в районе авиабазы Конья. В ходе бомбометания капитан Озтюрк учебной бомбой случайно попал по площадке, на которой стояли свои же истребители F-5. В результате образовавшегося пожара сгорело 2 турецких модернизированных истребителя F-5A-2000 (№ 67-21254 и №67-21248).
7 апреля 2021 года в ходе тренировочного полёта NF-5 ВВС Турции потерпел крушение. Катастрофа произошла в районе города Конье. По информации официального твиттер аккаунта турецких ВВС, пилот погиб.

## Учебные бои
В 1972 году на территории США были организованы учебные бои F-5 с советским истребителем МиГ-17. «Семнадцатые» провели 57 воздушных боёв, включая 2 с F-5A, в ходе них было выяснено что «в горизонтальном маневрировании с большими углами атаки со скоростью порядка 500 км/ч МиГ-17 имеет абсолютное превосходство над F-4, F-105, F-100 и F-5.».
Несколько трофейных самолётов северовьетнамцы передали СССР, ЧССР и Польше, где они прошли всестороннюю оценку и испытания. В Советском Союзе была проведена серия учебных боёв F-5E на ближней дистанции с истребителями МиГ-21бис и МиГ-23М. Испытатель В. Н. Кандауров указывает, что все его бои закончились победой американского самолёта. Хотя победы F-5 одерживал только в ближнем бою, против МиГ-23М на средней дистанции F-5 оказывался беспомощным, в отличие от ближнего боя. Согласно В. Марковскому и И. Приходченко, в 18 проведённых воздушных боях МиГ-21бис ни разу не смог зайти в хвост американскому истребителю. По данным ведущего эксперта в области военной авиации ЦАГИ В. Ильина, был организован условный воздушный бой F-5A с МиГ-21М, из этого боя F-5A вышел победителем.
После окончания эфиопо-сомалийской войны кубинцы организовали серию учебных боёв на своих МиГ-21 против эфиопских F-5. Как и во время испытаний в СССР, успех оказался на стороне F-5. Кубинский генерал Рафаэль дель Пино также организовал учебные бои F-5 с МиГ-23, самыми современными кубинскими самолётами того времени. С кубинской стороны участвовали два лучших лётчика, с эфиопской — случайно отобранный пилот. По результатам боёв с участием МиГ-23 кубинское командование сказало дель Пино прекратить эксперименты, поскольку у лётчиков могло сложиться неблагоприятное впечатление, что американские технологии превосходят советские.

## Эскадрилья «Агрессор»
F-5E а позже F-5N (версия F-5E со специальным оборудованием для отработки учебных боёв) и F-5F используются в ВВС и ВМС США в школе Top Gun в качестве истребителей вероятного противника, имитирующие самолёты советского и российского производства, в частности МиГ-21. В руках опытнейших инструкторов самолёт, раскрашенный в схемы ВВС вероятного противника (голубые, чёрные или песчаные тона с красными звёздами на килях), зачастую выходит победителем в учебных схватках с такими, более современными и манёвренными машинами как F-15, F-16 и F/A-18 главным образом из за своей визуальной малозаметности благодаря малым размерам и совершенству тактики. Так, F-5 очень тяжело визуально заметить на расстоянии уже в 5 миль в лобовой проекции. Именно в бою с F-5 был потерян первый F-15: «Тигр» случайно врезался в оппонента и пилот F-15 катапультировался.
Причём для эскадрилий условного противника в США есть два обозначения — «агрессор» для ВВС и «адверсари»(adversary — противник) для ВМФ и КМП.
На данный момент F-5 используют следующие эскадрильи условного противника: VFC-13 (Nas Fallon (школа Top Gun), штат Невада), VFC-111 (NAS Key West, штат Флорида) и VMFT-401 (MCAS Yuma, штат Аризона). Ранее F-5 использовали 527th Aggressor Squadron, VF-43, VF-45, VF-126 и VFA-127 а также эскадрилья Top Gun (до того как VFC-13 стала эскадрильей Топ Ган, эскадрилья Топ Ган, по словам Дэйва Баранека (бывшего инструктора школы) не имела цифрового обозначения.
Также парк из 25 модифицированных F-5E/F до версии F-5AT и 8 CF-5D имеются в наличии частного американского оборонного подрядчика Tactical Air Support который также исполняет роль условного противника по заказу ВВС/ВМС США и других стран. TacAir базируется в Рино, Невада.

## Тактико-технические характеристики

Схема F-5E.

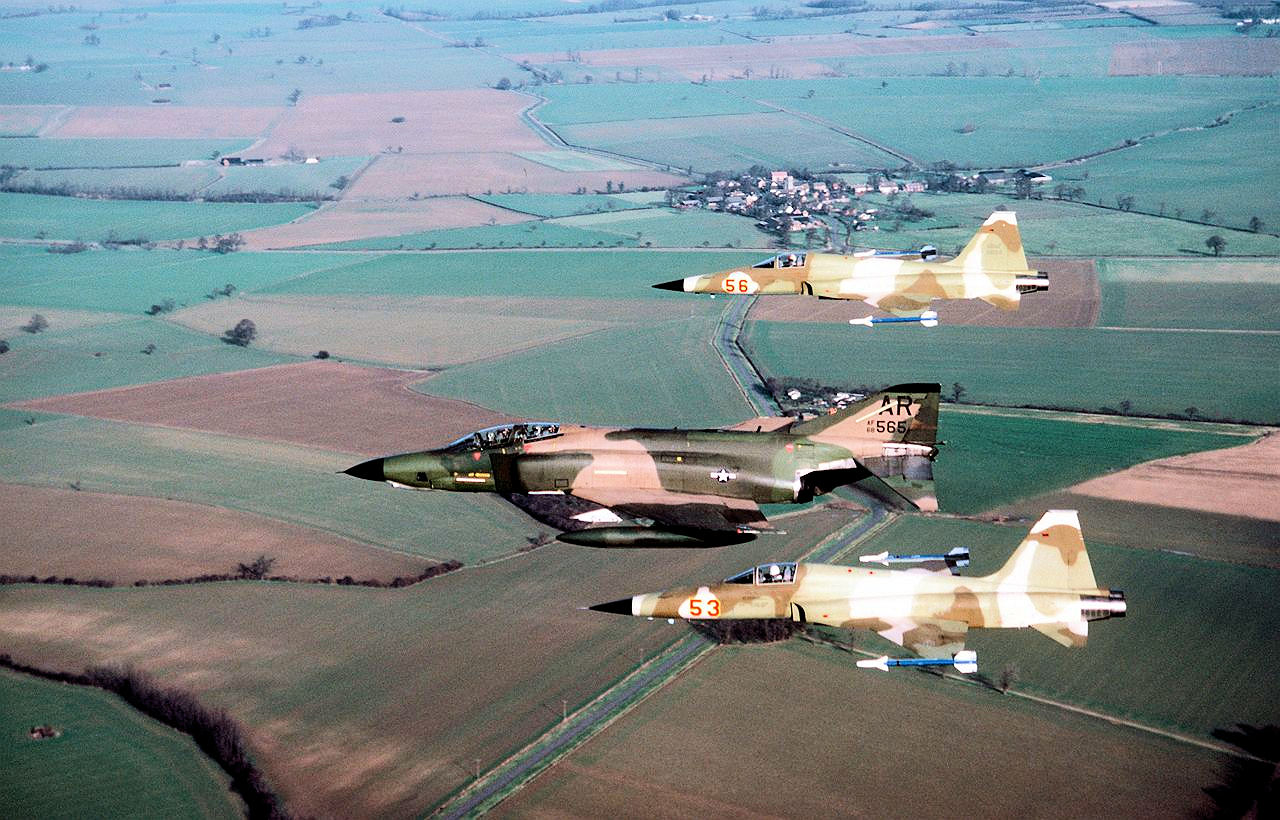
McDonnell Douglas F-4 Phantom II и 2 F-5Es, 1980

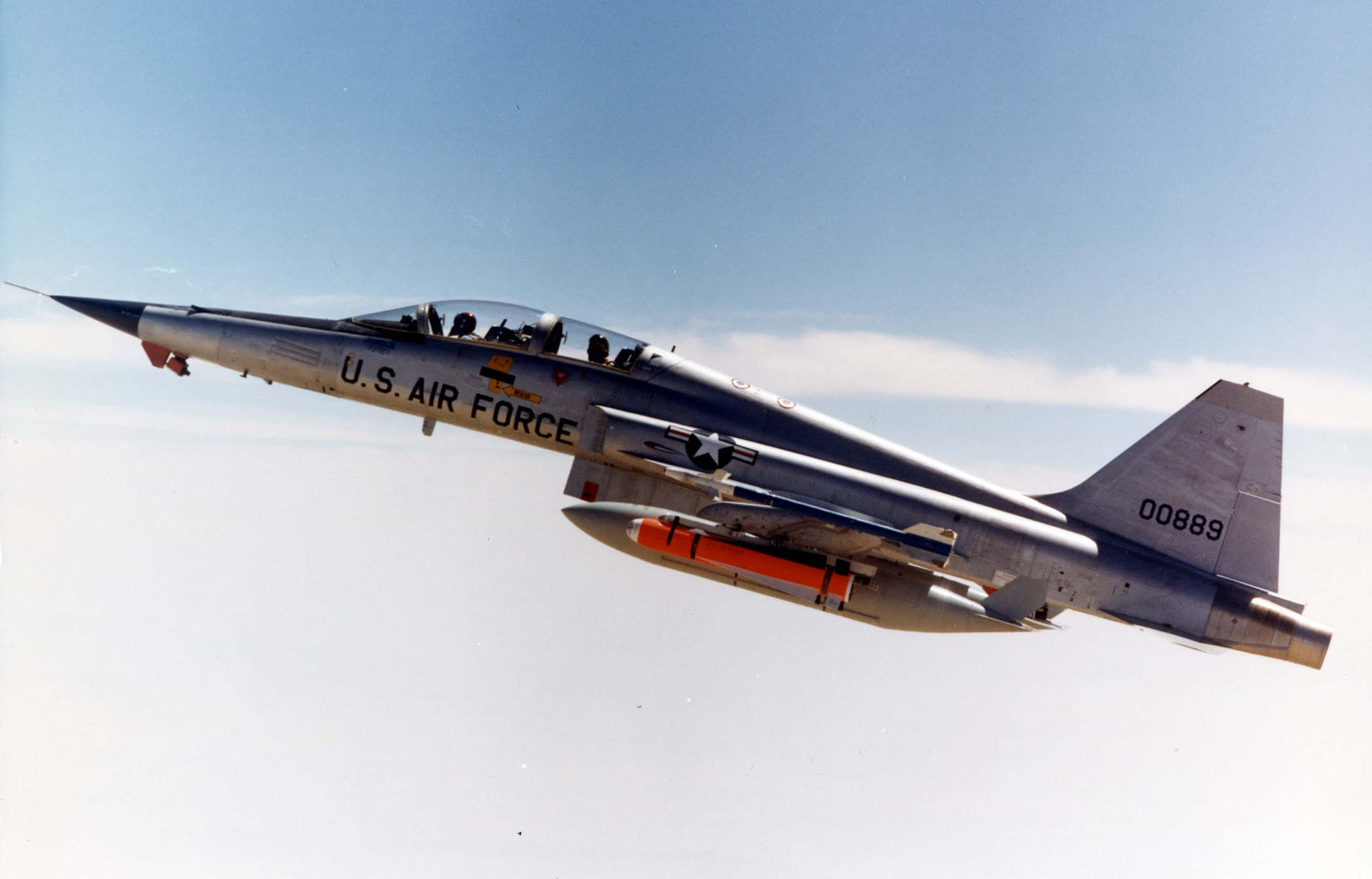
ВВС США, F-5F с ракетами AIM-9 Sidewinder, AGM-65 Maverick и вспомогательными топливными баками над базой ВВС Эдвардс, 1976 г.

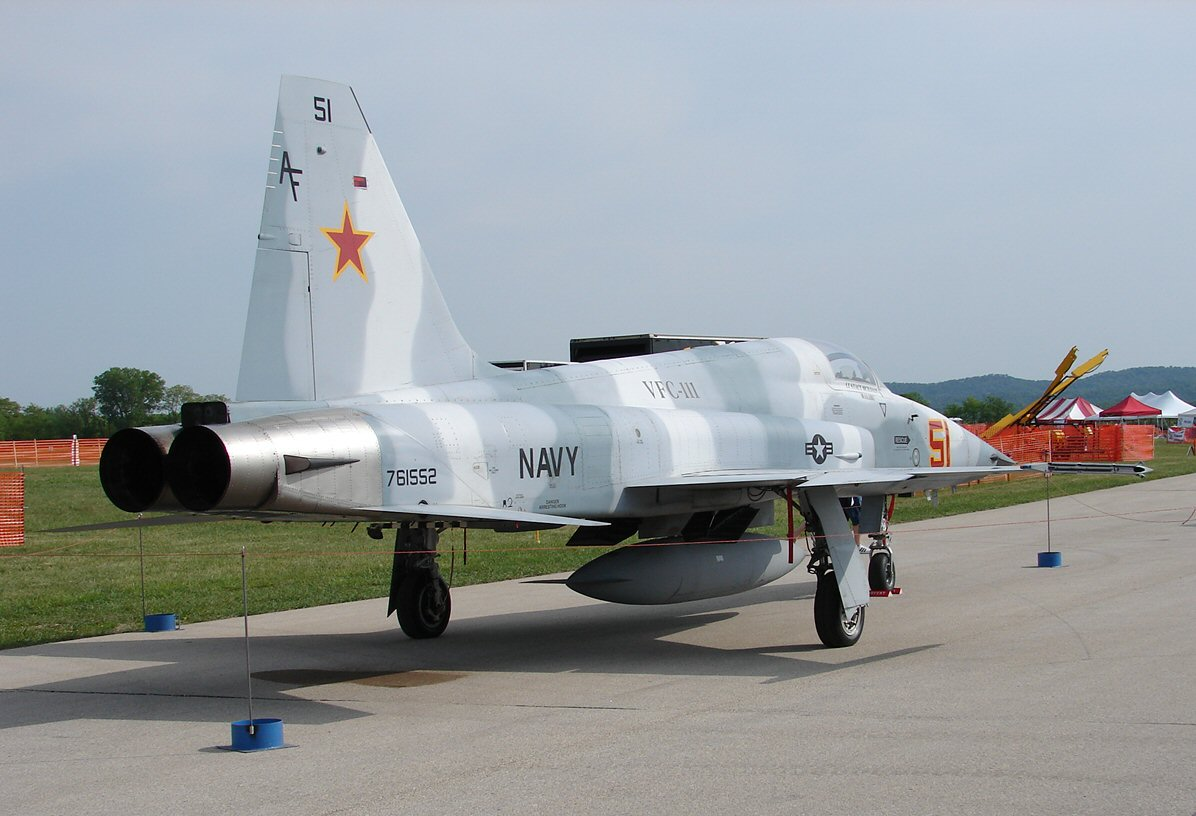
Northrop F-5 с красной звездой.

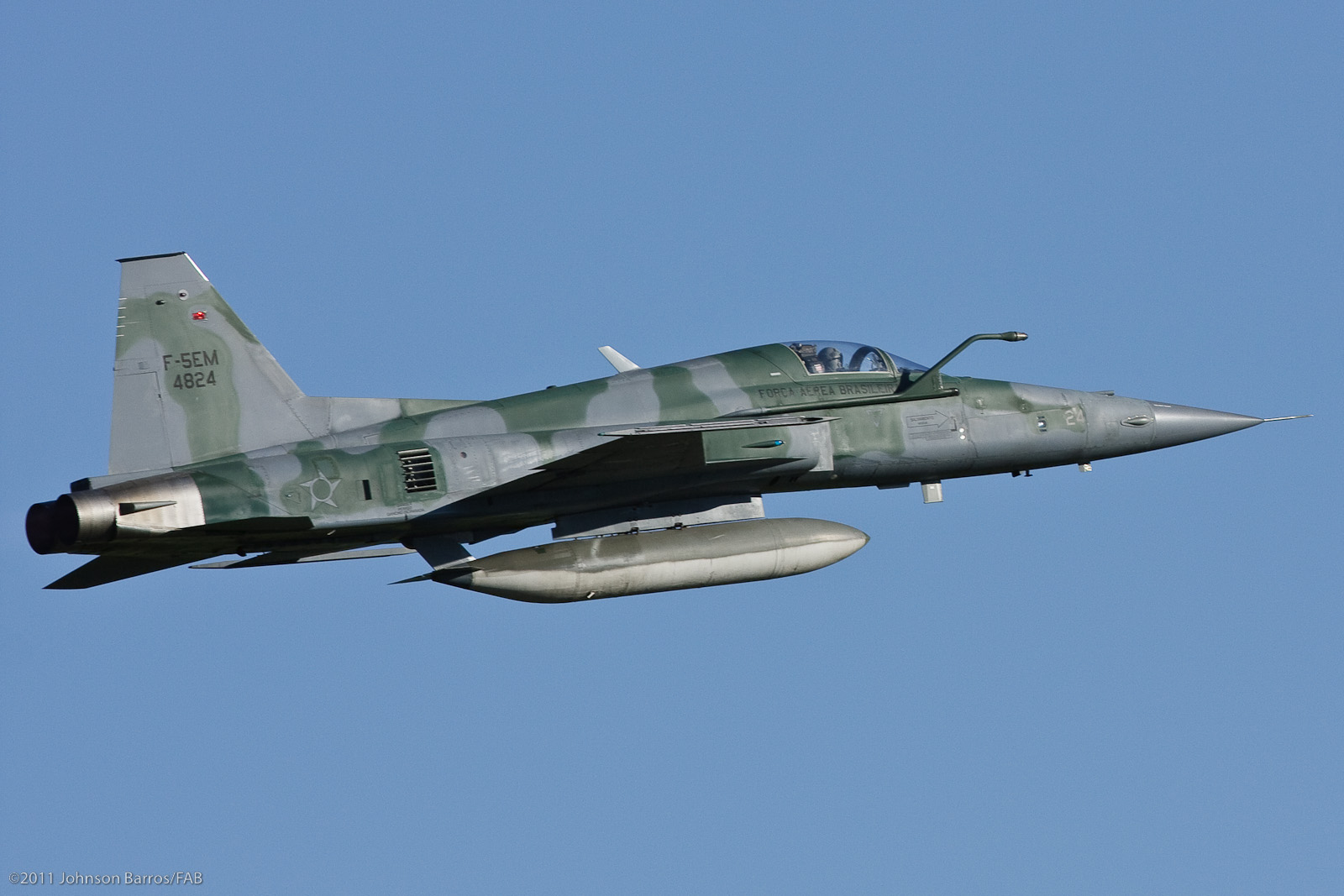
Northrop F-5EM ВВС Бразилии

Источник данных: Jane’s, 1975.
| ТТХ F-5 различных модификаций                                       | | | |
|                                                                     | F-5A | F-5B | F-5E |
| Технические характеристики                                          | | | |
| Экипаж                                                              | 1 | 2 | 1 |
| Длина, м                                                            | 14,38 | 14,12 | 14,73 |
| Размах крыла, м                                                     | 7,70 | 7,70 | 8,13 |
| Высота, м                                                           | 4,01 | 3,99 | 4,08 |
| Площадь крыла, м²                                                   | 15,79 | 15,79 | 17,3 |
| Коэффициент удлинения крыла                                         | — | — | 3,82 |
| Угол стреловидности по линии 1/4 хорд                               | 24° | 24° | 24° |
| База шасси, м                                                       | 4,67 | 5,94 | 5,17 |
| Профиль крыла                                                       | NACA 65A004.8 | NACA 65A004.8 | NACA 65A004.8 |
| Колея шасси, м                                                      | 3,35 | 3,35 | 3,80 |
| Масса пустого, кг                                                   | 3667 | 3792 | 4275 |
| Максимальная масса без топлива, кг                                  | 6446 | 6273 | 7911 |
| Максимальная взлётная масса, кг                                     | 9379 | 9298 | 11 561 |
| Максимальная посадочная масса, кг                                   | 9006 | 9006 | — |
| Объём топлива, л                                                    | 2207 | 2207 | 2538 |
| Подвесные топливные баки                                            | 1 × 568 л под фюзеляжем 2 × 568 л под крылом 2 × 189 л на законцовках                                                                            | 1 × 568 л под фюзеляжем 2 × 568 л под крылом 2 × 189 л на законцовках                                                                            | 1 × 1040 л под фюзеляжем 2 × 568 л или 1040 л под крылом 2 × 189 л на законцовках                                                                |
| Силовая установка                                                   | 2 × ТРДФ J85-GE-13 | 2 × ТРДФ J85-GE-13 | 2 × ТРДФ J85-GE-21 |
| Бесфорсажная тяга, кгс (кН)                                         | — | — | 2 × 1588 (15,6) |
| Форсажная тяга, кгс (кН)                                            | 2 × 1850 (18,1) | 2 × 1850 (18,1) | 2 × 2267 (22,2) |
| Коэффициент лобового сопротивления при нулевой подъёмной силе       | — | — | 0,020 |
| Эквивалентная площадь сопротивления, м²                             | — | — | 0,32 |
| Лётные характеристики                                               | | | |
| Максимальная допустимая скорость, км/ч                              | 1315 | 1315 | 1700 |
| Максимальная скорость , км/ч                                        | М=1,4 | М=1,34 | М=1,63 |
| Крейсерская скорость , км/ч                                         | М=0,87 | М=0,87 | М=0,8 |
| Скорость сваливания, км/ч (при 50 % топлива и выпущенных закрылках) | 237 | 223 | 230 |
| Боевой радиус, км                                                   | 314 898 | 323 917 | 1405 305 1130 |
| Перегоночная дальность, км (со сбросом ПТБ)                         | 2594 | 2602 | 3720 |
| Практический потолок, м                                             | 15 390 | 15 850 | 15 850 |
| Скороподъёмность, м/с                                               | 145,8 | 154,4 | 160,5 |
| Длина разбега, м (с 2×AIM-9)                                        | 1113 | 960 | 853 |
| Длина пробега, м                                                    | 1189 | 1158 | 1189 |
| Нагрузка на крыло, кг/м² (при максимальной взлётной массе)*         | 590,8 | 576 | 629,8 |
| Тяговооружённость (при максимальной взлётной массе на форсаже)*     | 0,394 (расч.) | 0,398 (расч.) | 0,417 |
| Аэродинамическое качество                                           | — | — | 10,0 |
| Вооружение                                                          | | | |
| Стрелково-пушечное                                                  | 2 × 20 мм пушки M-39A2 | 2 × 20 мм пушки M-39A2 | 2 × 20 мм пушки M-39A2 |
| Боекомплект                                                         | 280 патр. на орудие | 280 патр. на орудие | 280 патр. на орудие |
| Точек подвески                                                      | 7: 1 под фюзеляжем 4 под крылом 2 на законцовках                                                                                                 | 7: 1 под фюзеляжем 4 под крылом 2 на законцовках                                                                                                 | 7: 1 под фюзеляжем 4 под крылом 2 на законцовках                                                                                                 |
| Боевая нагрузка, кг                                                 | 2812 | 2812 | 3175 |
| Ракеты «воздух-воздух»                                              | до 2 × AIM-9 | до 2 × AIM-9 | до 2 × AIM-9 |
| Ракеты «воздух-поверхность»                                         | до 4 × AGM-83 | до 4 × AGM-83 | до 4 × AGM-83 |
| НАР                                                                 | 4 × 7×70 мм Hydra 70 в блоках LAU-68 или 4 × 19×70 мм Hydra 70 в блоках LAU-3                                                                    | 4 × 7×70 мм Hydra 70 в блоках LAU-68 или 4 × 19×70 мм Hydra 70 в блоках LAU-3                                                                    | 4 × 7×70 мм Hydra 70 в блоках LAU-68 или 4 × 19×70 мм Hydra 70 в блоках LAU-3                                                                    |
| Авиабомбы                                                           | 9 × Mk 81 или 3 × Mk 82/83 или 1 × Mk 84 или 2 × M-117 (фугасные) 2 × BLU-1 или BLU-27/32 (зажигательные с напалмом) CBU-24/49/52/58 (кассетные) | 9 × Mk 81 или 3 × Mk 82/83 или 1 × Mk 84 или 2 × M-117 (фугасные) 2 × BLU-1 или BLU-27/32 (зажигательные с напалмом) CBU-24/49/52/58 (кассетные) | 9 × Mk 81 или 3 × Mk 82/83 или 1 × Mk 84 или 2 × M-117 (фугасные) 2 × BLU-1 или BLU-27/32 (зажигательные с напалмом) CBU-24/49/52/58 (кассетные) |

*тяговооружённость и нагрузка на крыло величины переменные, в данном случае речь идёт о максимальном взлётном весе с бомбами и топливом. В других источниках может считаться от нормальной взлётной массы, Например при нормальной взлётной массе для F-5E в 7100 кг нагрузка на крыло составит 410 кг, тяговооружённость 0.59. 
1. 1 2 3 4  Loftin L. K., Jr, 1985.
2. 1 2  С максимальной боевой нагрузкой.
3. 1 2  С максимальным запасом топлива и 2 × 240 кг бомбами.
4. ↑  С максимальным запасом топлива и 2 × AIM-9.
5. ↑  С боевой нагрузкой 2875 кг и 2 × AIM-9.
6. ↑  С максимальным запасом топлива, 2 × AIM-9 и 2 × 240 кг бомбами.

## В культуре
- В кино:
  - в фильме «Лучший стрелок»: F-5E и F-5F эскадрильи Top Gun, специально покрашенные в чёрный цвет для фильма, сыграли главную роль вымышленного МиГ-28. После этого некоторые F-5E и F-5F также красили в чёрный цвет с красными звёздами на килях, в частности для выступления в роли МиГ-28 на различных авиашоу. Чёрные Тигры стоят на вооружении эскадрильи VFC-13 The Saints и до 1996 года в VFA-127.
  - Red Flag:The Ultimate Game,
  - «Горячие головы!»,
  - «Апокалипсис сегодня»,
  - в японском мультсериале «Area 88»;
- В компьютерных играх: DLC F-5E Tiger II для Digital Combat Simulator, F-5A Skoshi Tiger для Strike Fighters 2, а также в Jane’s Fighters Anthology и серии Ace Combat, Tom Clancy’s H.A.W.X.. F-5A, F-5C, F-5E в War Thunder.